# Kaja Kallas
Kaja Kallas (født 18. juni 1977 i Tallinn) er en estisk politiker. Hun er tidligere premierminister i Estland. Her ledte hun Reformpartiet fra 2018 til 2024. Kallas var medlem af Europa-Parlamentet fra 2014 til 2018 hvor hun tilsluttede sig Alliancen af Liberale og Demokrater for Europa (ALDE). Før sit valg til parlamentet var hun advokat med speciale i europæisk og estisk konkurrencelovgivning.

## Familieforhold og uddannelse
Kaja Kallas i født i Tallinn den 18. juni 1977 som datter af Siim Kallas, som var premierminister i Estland 2002-2003 og senere EU-kommissær. Under de sovjetiske deporteringer fra Estland blev hendes mor, Kristi Kallas, som seks måneder gammel, deporteret til Sibirien med sin mor og bedstemor i en kvægbil og boede der, indtil hun var ti år gammel. Kallas oldefar Eduard Alver var en af grundlæggerne af Republikken Estland den 24. februar 1918 og den første chef for det estiske politi fra 1918 til 24. maj 1919. Kallas har lettiske og baltisk tyske aner på sin fars side af familien.
Kallas fik en bachelorgrad i jura fra Tartu Universitet i 1999. Hun boede kortvarigt i Frankrig og Finland, mens hun uddannede sig i europæisk jura. Fra 2007 gik hun på Estonian Business School og fik en EMBA (Executive Master of Business Administration ) i økonomi i 2010.

## Professionel karriere
Kallas var fra 1998 til 2011 advokat og partner i to advokatfirmaer: først til 2006 i firmaet Tark & Co. og så i firmaet Luiga Mody Hääl Borenius. I november 2018 offentliggjorde Kallas sin erindringsbog MEP: 4 aastat Euroopa Parlamendis (MEP: Fire År i det Europæiske Parlament), hvori hun beskriver sit liv og arbejde i Bruxelles fra 2014 til 2018.

## Politisk karriere

### Medlem af det estiske parlament (2011–2014)
I 2010 sluttede Kallas sig til Estisk Reformparti. Hun stillede op til valget af Estlands parlament (Riigikogu) i 2011 i Harjumaa-Raplamaa-valgkreds og blev valgt med 7.157 stemmer. Hun var parlamentsmedlem og formand for parlamentets økonomiudvalget fra 2011 til 2014.

### Medlem af Europa-Parlamentet (2014–2018)
I 2014 stillede Kallas op til Europa-Parlamentet og blev valgt med 21.498 stemmer.

### Tilbage til national politik
Den 13. december 2017 annoncerede den daværende leder af Reformpartiet, Hanno Pevkur, at han ikke ville genopstille som partileder i januar 2018 og foreslog, at Kallas skulle stille op i stedet. Kallas accepterede 15. december 2017 invitationen til at stille op til ledervalget. Hun vandt ledervalget, der blev afholdt den 14. april 2018 og blev den første kvindelige leder for et stort politisk parti i Estland.
Den 3. marts 2019 vandt Reformpartiet ledet af Kallas parlamentsvalget med omkring 29 % af stemmerne mod 23 % til det regerende Estisk Centerparti. Det lykkedes imidlertid Centerpartiet at danne en højreorienteret koalition med det konservative parti Isamaa og det højrepopulistiske EKRE og lade Reformpartiet uden for indflydelse.
Den 14. november 2020 blev Kallas genvalgt som leder af reformpartiet.

### Estlands premierminister
Den 25. januar 2021, da Jüri Ratas fratrådte som premierminister efter en skandale, dannede Kallas en Reformparti-ledet koalitionsregering med Centerpartiet, hvilket gjorde hende til den første kvindelige premierminister i Estlands historie.

## Privatliv
I 2002 giftede Kallas sig med Taavi Veskimägi, en estisk politiker og forretningsmand, der var finansminister. De blev skilt i 2014 og har en søn. I 2018 giftede hun sig med Arvo Hallik, en bankmand og investor. Han har to børn fra et tidligere forhold.
Udover sit modersmål estisk taler Kallas flydende engelsk, russisk og fransk.